# نقادة

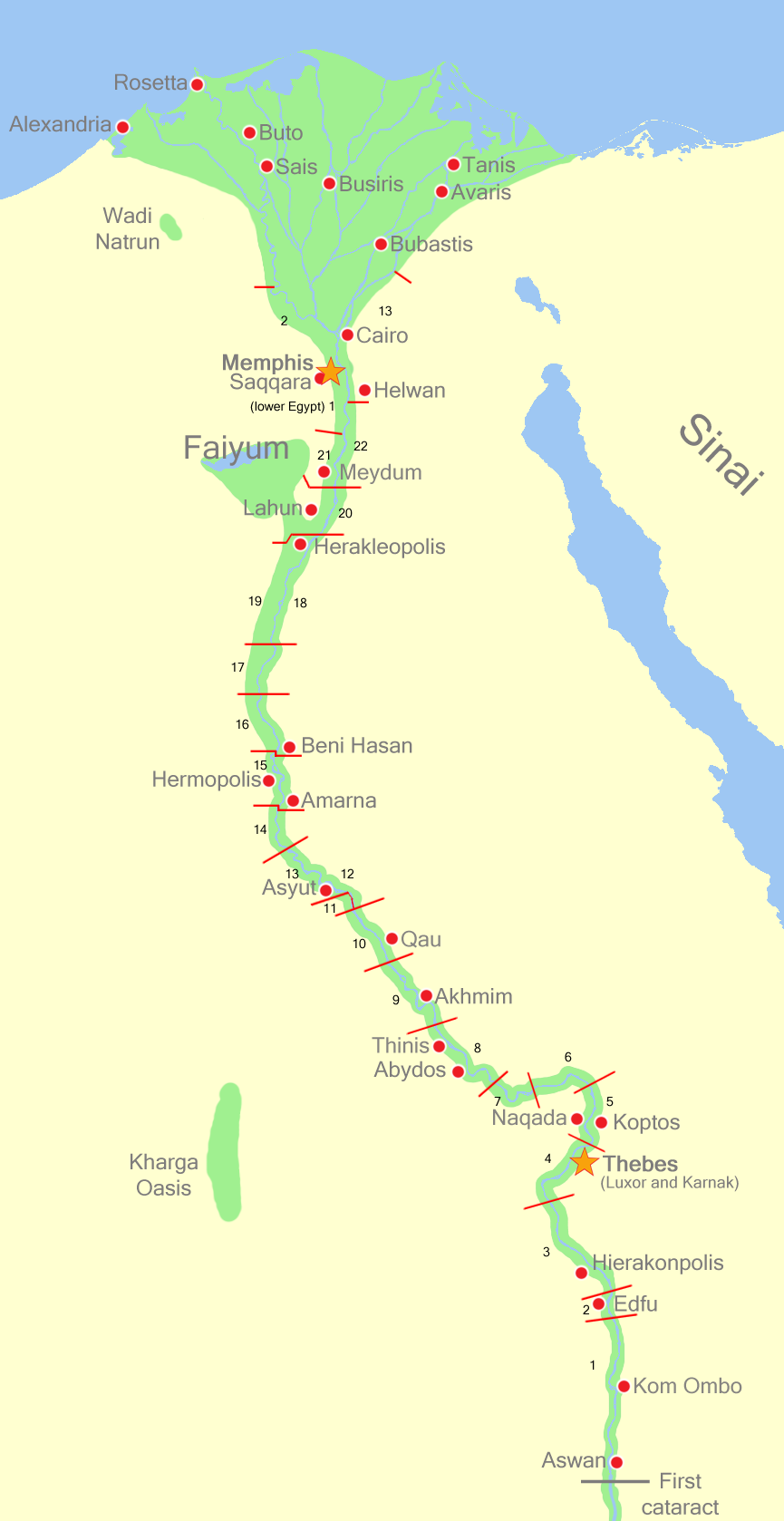
كور مصر (إمارات) في العصر الفرعوني، وترى مدينة نقادة في الكور 5 (محافظة) بالقرب من قنا.

نقادة هي مدينة ومركز بمحافظة قنا. وتقع على شاطئ الغربي للنيل على خط عرض 54° 25َ شمالا وعلى خط °32 َ43 شرقا وتطل على نهر النيل. وتبعد نقادة عن مدينة قنا 31 كم جنوباً وعن الأقصر 25 كم شمالاً. وعلى الجهة المقابلة لها من الضفة الشرقية للنيل إلى الشمال منها تقع مدينة قوص. وتبعد عن القاهرة 640 كيلومتر جنوباً.
وتشتهر نقادة بصناعة الفركا وهي من المنسوجات اليدوية التي كانت تصدر إلى السودان وتستخدم في بعض العادات المتوارثة لديهم في الولادة والزواج. ويوجد في السودان جالية قبطية ينحدر جزء كبير منها من نقادة.
كما يعرف أن لمدينة نقادة حضارة مصرية قديمة من 4000 - 3000 قبل الميلاد وتلت حضارة البداري وقد قسمها العلماء إلى ثلاثة حضارات تمتد عبر نحو 1400 سنة وهم حضارة نقادة الأولى وحضارة نقادة الثانية وحضارة نقادة الثالثة. والمتتبع لتك الحضارات يلاحظ تطوراً سريعاً بين تلك الأحقاب حيث اشتهرت حضارة نقادة بالتقدم الاقتصادي والصناعي والفني والتكوين الاجتماعي والسياسي السريع مما أدى إلى نشأة إمارات كبيرة متقدمة في مصر القديمة وتكللت تلك الحضارة بتكوين الوحدة بين شمال مصر وجنوبها مع بدء حكم الأسرة الأولى.

## أصل اسم نقادة
اسم (نقادة) يعود إلى بداية النطق باللغة العربية في هذه المنطقة في القرن السابع عشر حيث كان الأهالي يتكلمون اللغة القبطية وهذا الاسم تحريف عن اسمها القبطي (ني كاداي) وهي كلمة تعنى «الفهم أو المعرفة» وربما كان أهلها في القديم من ذوي المعرفة والعلم ولهذا أطلقوا عليها هذا الاسم. وقيل أيضا انها مشتقة من اسم نجادة وتعني النجدة والإنقاذ حيث كان القدماء المصريين يستغلونها في موسم الفيضان النيل في دفن امتعتهم ثم حرفت بعد ذلك من «نجادة» الي «نقادة».
كما يعرف أن لمدينة نقادة حضارة مصرية قديمة من 4400 ق.م إلى 3000 ق.م وتلت حضارة البداري وقد قسمها العلماء إلى ثلاثة أحقاب حضارية متميزة وهي حضارة نقادة الأولى وحضارة نقادة الثانية وحضارة نقادة الثالثة. تطورت تلك الحضارات بخطوات سريعة حيث اشتهرت حضارة نقادة بالتقدم الاقتصادي والصناعي والفني والتكوين الاجتماعي والسياسي السريع، الذي أدى فيما بعد إلى وحدة الوجهين البحري والقبلي تحت حكم الملك مينا خلال الأسرة الأولى.

## قرى مركز نقادة
- الأوسط قامولا وتضم نجوع أسمنت، بشلاو، ساحل بشلاو، الصليبة، ساحل دراو، دراو، عزبة جبر، القرية، نج الصدر، عزبة طايع
- البحري قامولا وتضم نجوع صوص، السدر، العلالمة، ساقية القاضي، العربات، الحرزات، نجع أبو عديل، جرف علي، نجع الجديدة
- كوم الضبع
- كوم بلال
- طوخ
- الخطارة
- الزوايدة
- المنشية
- دنفيق

## حضارة نقادة

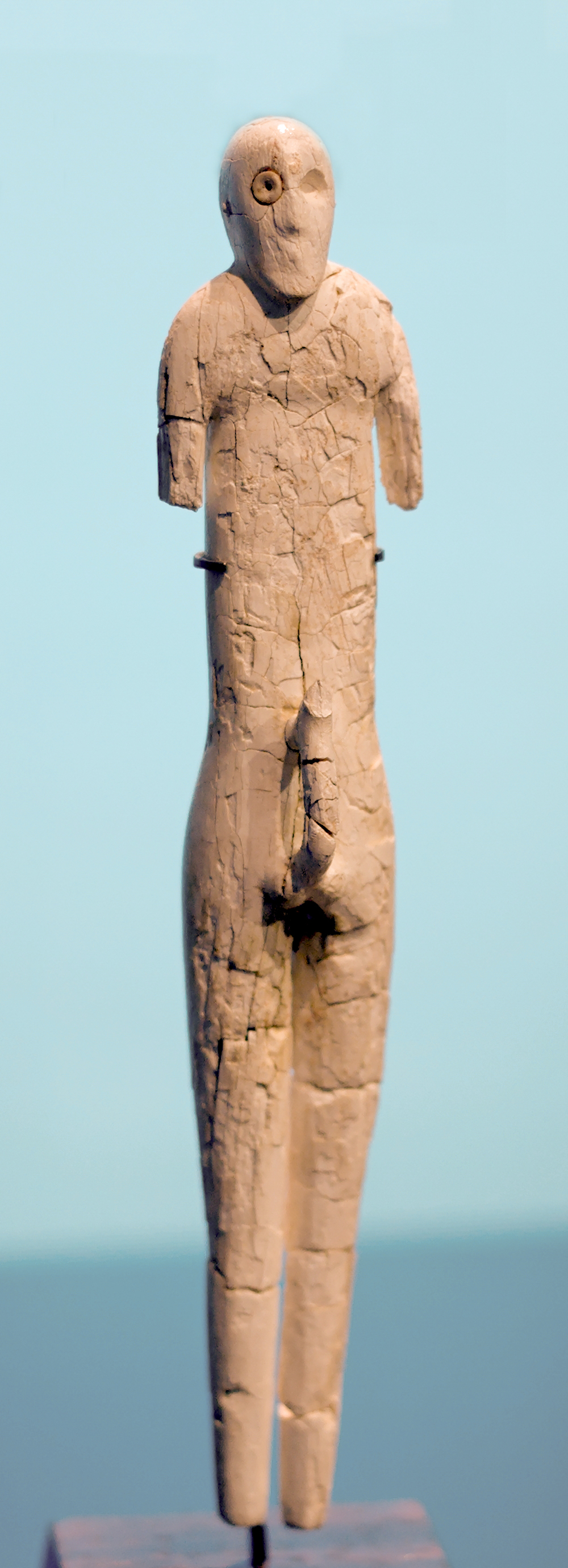
تمثال من حضارة نقادة من سن الفيل, ويرجع إلى الألفية الرابعة قبل الميلاد ويبلغ طوله 24 سنتيمتر ويوجد في متحف اللوفر.

يرجع تاريخ حضارة نقادة إلى عصور ما قبل التاريخ في مصر. ويقسم المؤرخون تلك الحضارة إلى ثلاثة أحقاب حيث استغرقت حضارة نقادة نحو 1500 سنة قبل الأسرة الأولى. تطورت خلال تلك المرحلة الزمنية في نقادة الصناعات والنسيج الاجتماعي والظروف السياسية، وتعتبر نهاية حضارة نقادة انتهت مع تأسيس الدولة المصرية القديمة وتوحيد الوجهين القبلي والبحري.
ترجع تسمية حضارة نقادة إلى مدينة «نقادة» في صعيد مصر أو «نجادة» التي تقع شمال الأقصر بنحو 30 كيلومتر عل الشاطئ الغربي للنيل. اكتشف الباحث «فلندرز بيتري» نحو 3000 قبر في تلك المنطقة خلال القرن التاسع عشر، يعود تاريخ تلك القبور إلى الحقبة التاريخية المصرية لحضارة نقادة قبل الأسرة الأولى.
حضارة نقادة 1 أو العَمرة (3900 - 3650 قبل الميلاد)
كانت نقادة جبانة لإحدى المدن المصرية الهامة وهي مدينة «نوبت» (قرية كوم بلال وما زالت بها طواقي فرعون التابعة لمركز نقادة محافظة قنا حاليا) والتي كانت مركزا لعبادة الإله ست. عثر في جبانة نقادة على بعض الدبابيس وأدوات أخرى صغيرة مصنوعة من النحاس، أما عن مساكنهم فقد كانت بسيطة تشيد من أغصان الأشجار التي تُكسى بالطين. وأما مقابرهم فقد كانت عبارة عن حفرة بيضاوية قليلة العمق، وكان المتوفي يدفن في وضع القرفصاء ويلف أحيانا بجلد ماعز. وشهدت حضارة نقادة 1 تحسن صناعة الأدوات الحجرية وتطور تقنيات حرق الفخار، يتميز ففخار نقادة الأولى باحمراره كما كانت عليه نقوش في أشكال هندسية. ومع تطور نقادة إلى حضارة نقادة 2 نحو 3500 قبل الميلاد تقدم تصنيع الأواني الحجرية وأتقنت صناعة الفخار كما بدأ المصري القديم يزين القوارير الفخارية برسم الإنسان والحيوان والنباتات.

## نقادة 1 (نحو 4500 إلى 3500 قبل الميلاد)

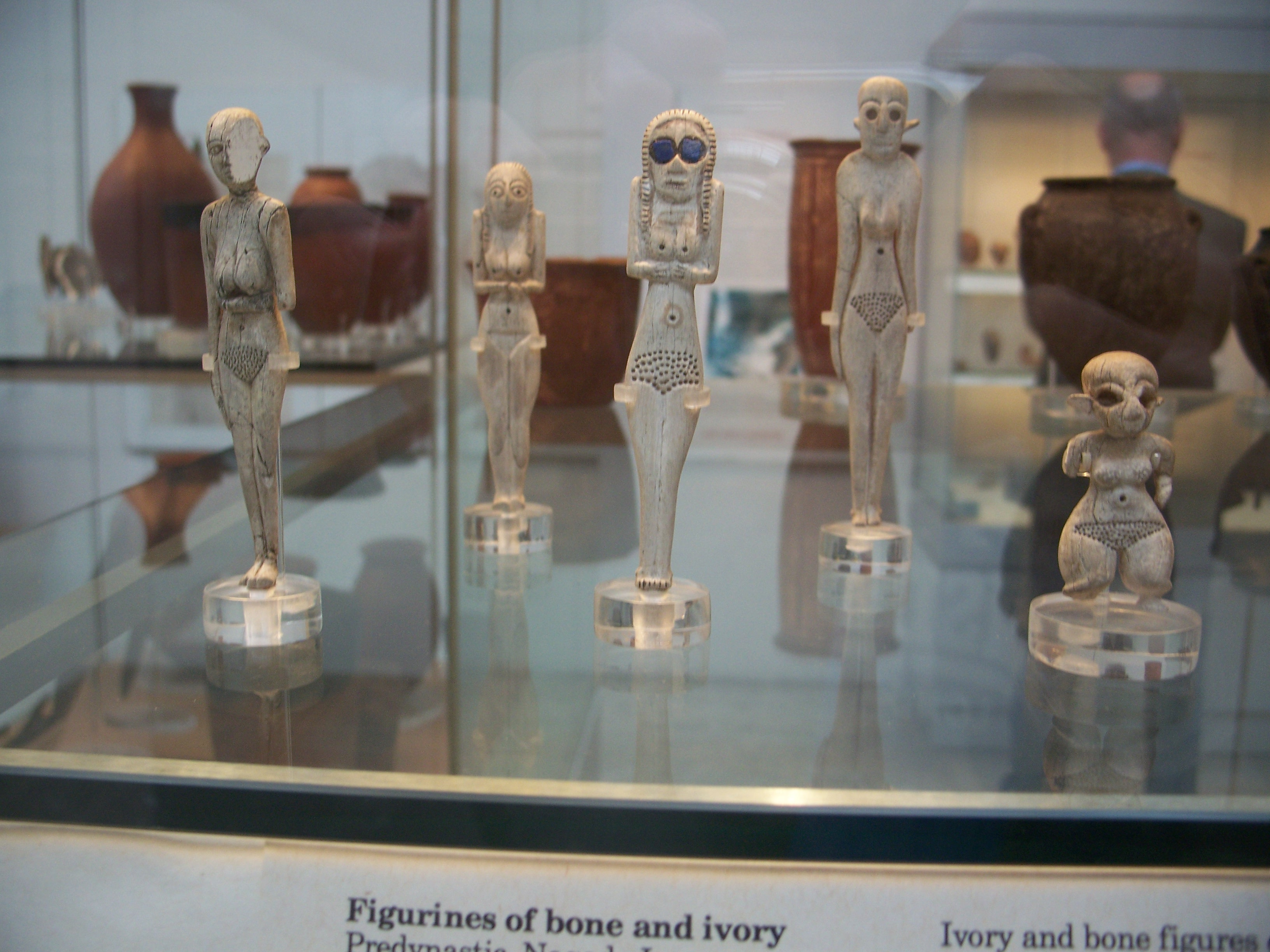
مجسمات من العظام والعاج في المتحف البريطاني، لندن

دارت هذه الحقبة في المنطقة بين الأقصر وأبيدوس كحضارة خلفت حضارة البداري حيث تعتبر أنها قد سايرتها مرحلة من الزمان ثم تعدتها وتفوقت عليها.
وقد نهضت حضارة نقادة 1 في المنطقة بين الشلال الأول للنيل جنوبا إلى منطقة أسيوط شمالا، وربما امتدت شمالا حتى الفيوم. وتمثل حقبة نقادة 1 وحدة حضارية متجانسة. ولكن يصعب تسميتها «دولة».
عثر في جبانة نقادة على بعض الدبابيس وأدوات أخرى صغيرة مصنوعة من النحاس، أما عن مساكنهم فقد كانت بسيطة تشيد من اغصان الأشجار التي تكسى بالطين. وأما مقابرهم فقد كانت عبارة عن حفرة بيضاوية قليلة العمق، وكان المتوفي يدفن في وضع القرفصاء ويلف أحيانا بجلد ماعز. وشهدت حضارة نقاده 1 تحسن صناعة الأدوات الحجرية وتطور تقنيات حرق الفخار، يتميز ففخار نقادة الأولى باحمراره كما كانت عليه نقوش في اشكال هندسية. ومع تطور نقادة إلى حضارة نقادة 2 نحو 3500 قبل الميلاد تقدم تصنيع الأواني الحجرية وأتقنت صناعة الفخار كما بدأ المصري القديم يزين القوارير الفخارية برسم الإنسان والحيوان والنباتات.

### الفن والخزف
كان الخزف أحمر اللون ومزخرفا بأشكال هندسية خلال العصور القديمة، وأحيانا كان فوهة القوارير مطلية باللون الأسود. وبمرور السنين بدأ المصريون القدماء تزيين الأواني الفخارية برسومات لحيوانات وادي النيل، كما كانوا يمثلون مناظرا للصيد أو القتال أو مشاهد للعبادة. كما عِثر على أواني مزخرفة وعليها رسوم لقوارب. ولكن رسومات تتضمن بعض من الناس فكانت نادرة خلال تلك المرحلة.
يميز تلك المرحلة تشكيلات خزفية قمعية الشكل، تتطورت فيما بعد لتصنيع أواني وقوارير، وكانت جميعها من الصناعة اليدوية. ثم بدأ تمثيل الإنسان يتزايد، منهم من ذوي الذقون، وذلك في شكل عصي منحوتة من سن الفيل. وكذلك تمثيل النساء حيث وجد منها ثلاثة من التماثيل الفريدة، ربما يرجع تاريخها إلى حضارة البداري.

## نقادة 2 (نحو 3500 إلى 3200 قبل الميلاد)

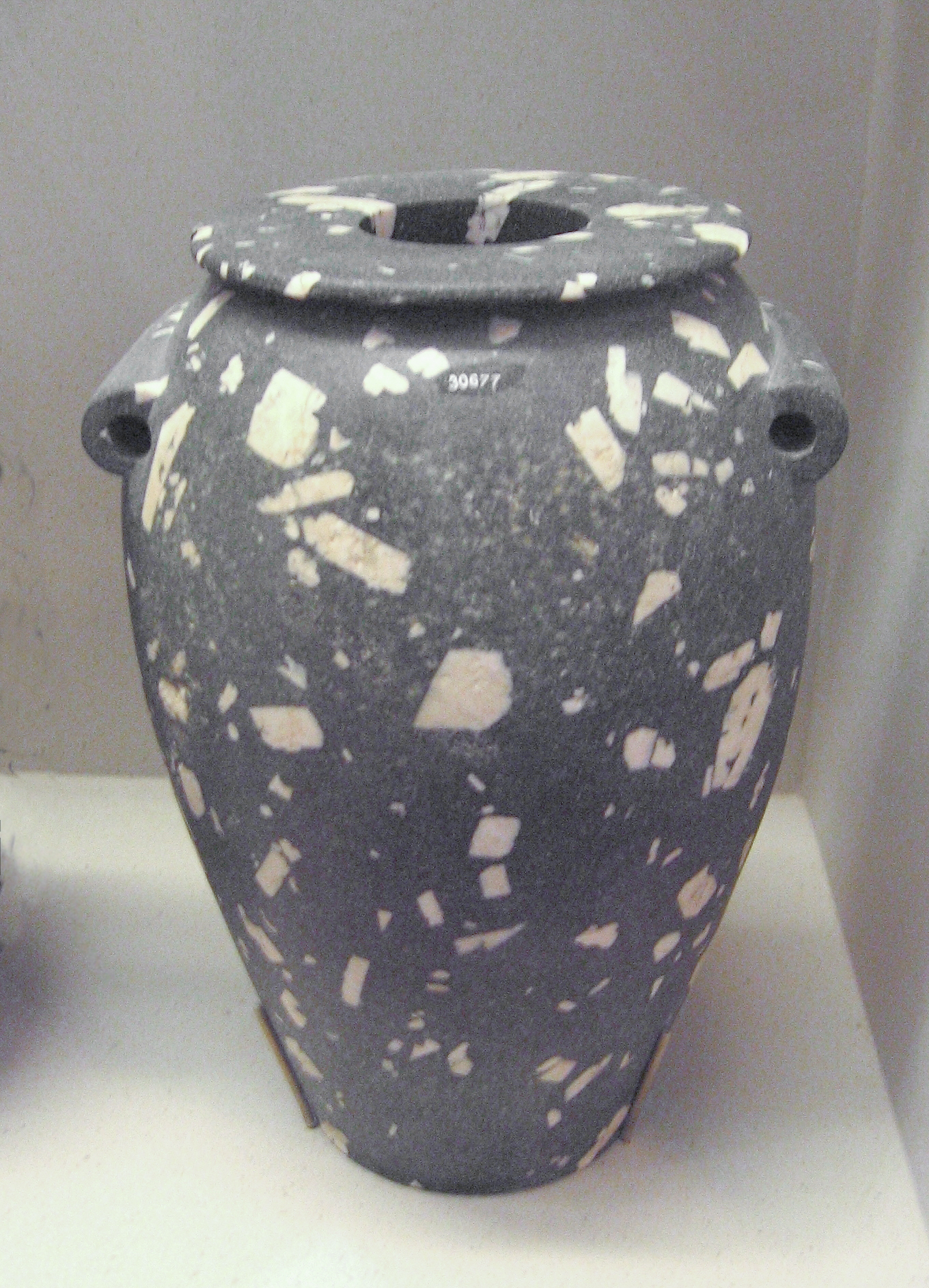
زهرية من حجر الديوريت من حضارة نقادة الثانية، ارتفاع الزهرية 30 سنتيمتر.

تسمى تلك الحقبة أيضا حضارة جرزا حيث ترجع ما عثر عليه من حفرياتها تمثل حضارة نقادة 2 إلى مدينة جرزة. تتميز تلك الحقبة بتطور سريع في المعرفة والتقنية حيث أواسط الألفية الرابعة قبل الميلاد. فكانت الأواني تصنع من الأحجار ومن الفخار، ولم تكن تلك المنتجات فقط بغرض تلبية الأغراض الشخصية. كما بدأ إنتاج المعادن وتشكيلها.
كان مجمع ذلك التقدم الحضاري في مدينة نخن التي تقع بين إسنا وإدفو. وبدأ بناء أفران تحضير المعادن في أشكال مربعة إلى جانب الأشكال المستديرة. كما حدث تغير كبير في طريقة تجهيز الموتى ودفنهم وبصفة خاصة للطبقة العليا من الناس. ونشأ مفكرون وإداريون بحيث يمكن القول بأن نخن كانت «إدارة للحكم». وربما كانت بذرة تكوين المملكة فيما بعد قد نشأت فيها.
تميزت حضارة نقادة الثانية  أنها أرست قواعد الحضارة الزراعية وبأنها خطت خطوات واسعة في الصناعات الحجرية والمعدنية، وتوسعت في استخدام النحاس في صناعة الأدوات.
كما استخدمت بعض الخامات غير المحلية مثل اللازورد، وهذا يدل على وجود صلات تجارية مع آسيا حيث يوجد اللازورد في البلدان الحالية إيران وأفغانستان. كان استخدام اللازورد في هذه الحقبة السحيقة كما وجدت حضارة سميت باسم حضارة العَمرة ولكن اتضح أنها نفسها حضارة نقادة الأولى.
كما ظهرت حضارة الجرزة التي أتضح أنها امتداد لحضارة نقادة الثانية، وتطورت المساكن قياسا بمساكن أهل نقادة الأولى، وكانت مستطيلة وتبنى من الطوب اللبن.
أما عن المقابر فقد بدت هي الأخرى أكثر تطورا عن ذي قبل حيث جرى تحديد جوانب الحفرة وتقويتها بتكسيتها بالطمي أو البوص والحصير.
عرفوا الطوب اللبن فبدؤا يدعمون به جدران القبور ولم يقتصر الأمر في بعض المقابر على حجرة الدفن، وإنما ألحقت في بعض الأحيان بحجرة صغيرة كانت مخصصة لحفظ الأواني والأثاث الجنزي. إتبعت جبانات نقادة الثانية التقاليد السائدة في حقبة ما قبل الأسرات الملكية من دفن الموتى في الهيئة المثنية، وكانوا يضعون مع الميت في قبره الطعام والشراب والمتاع.

### الفن والخزف
بدأت صناعة الخزف التي كانت منتشرة خلال حقبة نقادة 1 في الاختفاء، وبدأ ظهور الأطباق والأكواب وزهريات الزينة المصنوعة من الطفلة المخلوطة. وكان تشكيل تلك المادة أصعب من تشكيل الطفلة النيلية ولكن تنج منها أوعية صلبة صالحة لحفظ المواد الغذائية لمدد طويلة.
كما صنعت أواني كرية الشكل وطانت تزين برسوم لأشكال هندسية. كذلك انتشر تزيين الأواني بأشكال للحيوان والنبات. وعثر على أواني من تلك الحقبة عليها رسومات مراكب ذات مظلات وأعمدة عليها أعلام أو نقوش تعبر عن بعض المقدسات.

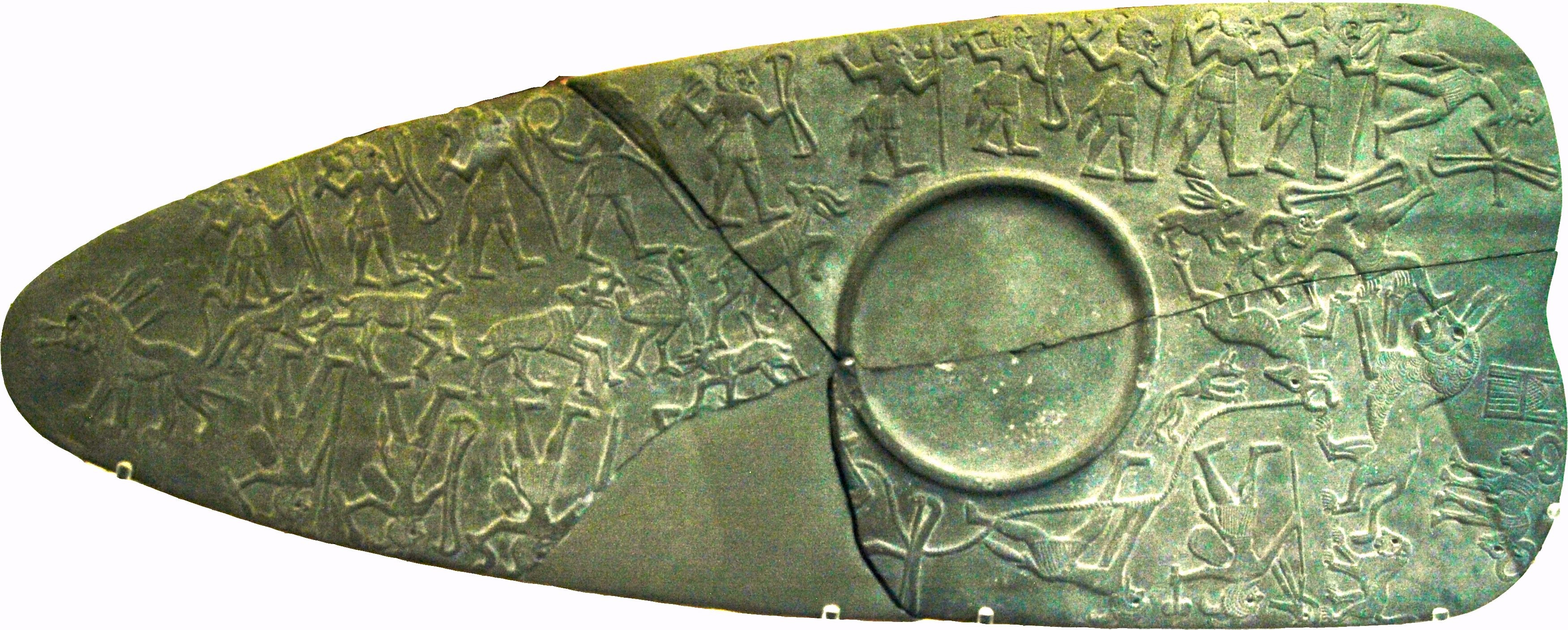
لوحة شهيرة باسم „لوحة الصياد "، يرجع تاريخها إلى حضارة نقادة 3.

## نقادة 3 (نحو 3200 إلى 3000 قبل الميلاد)
تختلف تلك الحقبة عما قبلها في طريقة تجهيز الموتى وعلى الأخص أفراد الطبقة العليا. زاد عدد غرف القبر إلى غرفتين وكانت توضع بهما الجثة المحنطة للشخص ويوضع معه طعاما وشرابا وبعض الأثاث. استخدم النحاس على مجال واسع كما أتقنت الصناعات الفخارية، وكانت زخرفتها بأشكال الإنسان والحيوان والنباتات، كما شكلت القوارب أيضا نماذجا لتزيين القوارير. خلال تلك الفترة نهضت مدينة بوتو في الشمال، كما عمّر المصري القديم منطقة «منشية أبو عمر».

### الفن والخزف
ازداد إتقان صناعة الفخار، كما بدأت خلال تلك الفترة ظهور مبادئ الكتابة الهيروغليفية. كذلك زاد استخدام النحاس.

## اقرأ أيضا
- عقرب الأول
- أبيدوس
- منف
- سقارة
- الكوم الأحمر
- تاريخ مصر القديمة